# Championnat de Moldavie de football 2005-2006
Navigation
Championnat de Moldavie 2004-2005 Championnat de Moldavie 2006-2007
Le Championnat de Moldavie de football 2005-2006 est la 15e édition de ce championnat.

## Saison régulière[1]
| Rang | Équipe                  | Pts | J  | G  | N  | P  | Bp | Bc | Diff |
| ---- | ----------------------- | --- | -- | -- | -- | -- | -- | -- | ---- |
| 1    | Sheriff Tiraspol        | 70  | 28 | 22 | 4  | 2  | 54 | 12 | +42  |
| 2    | FC Zimbru Chișinău      | 53  | 28 | 15 | 8  | 5  | 47 | 20 | +27  |
| 3    | FC Tiraspol             | 37  | 28 | 8  | 13 | 7  | 24 | 21 | +3   |
| 4    | Tiligul-Tiras Tiraspol  | 34  | 28 | 7  | 13 | 8  | 22 | 23 | -1   |
| 5    | Nistru Otaci            | 31  | 28 | 6  | 13 | 9  | 24 | 27 | -3   |
| 6    | FC Dacia Chișinău       | 30  | 28 | 7  | 9  | 12 | 28 | 39 | -11  |
| 7    | FC Politehnica Chișinău | 25  | 28 | 5  | 10 | 13 | 18 | 37 | -19  |
| 8    | Dinamo Bender           | 15  | 28 | 2  | 9  | 17 | 17 | 59 | -42  |

|  | Champion |
|  | Relégué  |

## Bilan de la saison
| Tableau d'Honneur                   |                  |
| Compétition                         | Vainqueur        |
| Championnat de Moldavie de football | Sheriff Tiraspol |
| Coupe de Moldavie de football       | Sheriff Tiraspol |

| Promotions et relégations   |                                        |
| Relégués en Divizia A       | aucun                                  |
| Promus en Divizia Națională | FC Olimpia Bălți FC Iskra-Stal Rîbnița |